# Joey O'Brien
Joseph Martin O'Brien (født 17. februar 1986 i Dublin, Irland) er en irsk fodboldspiller, der spiller som midtbanespiller hos Shamrock Rovers. Han har tidligere spillet mange år i England, hos blandt andet West Ham og Bolton.

## Landshold
O'Brien står (pr. april 2018) noteret for fem kampe for Irlands landshold, som han debuterede for den 1. marts 2006.